# 雷·庫特哈德
雷·庫特哈德（英語：Raymond Anthony Coulthard，1968年9月3日—）是英國的一位演員。他最著名的角色是在愛默戴爾中飾演Alasdair Sinclair，以及在巴比倫飯店中飾演James Schofield。